# Nicolás Gorobsov
Nicolás Martín Gorobsov (San Pedro, Buenos Aires; 25 de noviembre de 1989) es un futbolista argentino que se desempeña como mediocampista. Con una carrera que ha llevado a través de diferentes países y ligas, Gorobsov ha dejado su marca en el mundo del fútbol con su talento y dedicación.

## Biografía
Nicolás Gorobsov proviene de una interesante herencia cultural y familiar. Su bisabuelo, originario de Rusia, emigró a Moldavia después de la Segunda Guerra Mundial, estableciendo finalmente raíces en Argentina, donde la familia Gorobsov crecería. Esta rica diversidad cultural ha influido en la vida y carrera de Nicolás, brindándole una perspectiva única en su trayectoria futbolística.
Comenzando su carrera en el fútbol argentino con el Paraná FC de San Pedro, Gorobsov demostró su talento desde una edad temprana, destacándose en las filas juveniles del equipo. Sin embargo, a principios de la década de 2000, su familia se trasladó a Italia, donde Nicolás continuaría su desarrollo futbolístico.

## Trayectoria
En Italia, Gorobsov pasó por varios clubes importantes, incluidos Vicenza, Cesena y Nocerina. Sin embargo, fue su tiempo en el Torino F.C. donde logró destacarse, consolidándose como un mediocampista talentoso y versátil. Además de su paso por equipos italianos, también tuvo experiencias en el fútbol rumano con ACS Poli Timișoara y Târgu Mureș, ampliando así su experiencia internacional.
En 2016, Gorobsov dio un paso audaz al unirse al Hapoel Tel Aviv F.C. de Israel, donde demostró su valía en una nueva liga y cultura futbolística. Su habilidad para adaptarse a diferentes entornos y estilos de juego lo convirtió en un activo invaluable para cualquier equipo en el que jugara.
Su regreso a Argentina en 2018 marcó un nuevo capítulo en su carrera, uniéndose al Parana Fútbol Club y posteriormente al Miami United en los Estados Unidos. Gorobsov continuó dejando su huella en cada equipo al que se unía, mostrando su habilidad técnica y liderazgo en el campo.
A lo largo de su carrera, Nicolás Gorobsov ha representado a una variedad de clubes en diferentes países y ligas. Desde sus inicios en el Paraná FC en Argentina hasta sus últimas temporadas en el FK Žalgiris de Lituania, Gorobsov ha acumulado una amplia experiencia y un conjunto diverso de habilidades futbolísticas.
Su capacidad para adaptarse a nuevos entornos y desafíos lo ha convertido en un jugador respetado y admirado en el mundo del fútbol. Con su altura de 1.77 metros, Gorobsov ha demostrado ser un mediocampista hábil tanto en la defensa como en el ataque, capaz de marcar goles importantes y crear oportunidades para sus compañeros de equipo.
Nicolás Martín Gorobsov es un ejemplo de dedicación, determinación y pasión por el fútbol. Su historia inspiradora y su notable carrera son un testimonio de su talento y su compromiso con el deporte que ama.

## Clubes
| Club                                                | País           | Año         |
| --------------------------------------------------- | -------------- | ----------- |
| Vicenza Calcio                                      | Italia         | 2008 - 2009 |
| Torino F.C.                                         | Italia         | 2009 - 2014 |
| A.C. Cesena (cedido)                                | Italia         | 2010 - 2011 |
| ACS Poli Timișoara (cedido)                         | Rumania        | 2011 - 2012 |
| Nocerina (cedido)                                   | Italia         | 2013        |
| ACS Poli Timișoara (cedido)                         | Rumania        | 2013 - 2014 |
| Târgu Mureș                                         | Rumania        | 2014 - 2016 |
| Hapoel Tel Aviv F.C.                                | Israel         | 2016 - 2017 |
| Târgu Mureș                                         | Rumania        | 2017        |
| Parana Fútbol Club Independencia FC. Último campeón | Argentina      | 2018        |
| Miami United                                        | Estados Unidos | 2018        |
| CS Concordia Chiajna                                | Rumania        | 2018 -      |
| FC Voluntari (cedido)                               | Rumania        | 2019 - 2020 |
| FK Sūduva                                           | Lituania       | 2020 - 2021 |
| FK Žalgiris                                         | Lituania       | 2022 - 2023 |